# El Momento Siguiente
El Momento Siguiente è il ventunesimo album in studio del gruppo musicale australiano The Church, 
pubblicato nel 2007.

## Il disco
Il disco è composto da quattordici tracce; tre delle quali inedite, una cover, mentre le altre sono brani già editi ma rivisitati. La cover inclusa è quella di Wide Open Road, brano del 1986 del gruppo australiano The Triffids. Gli inediti sono Song in the Afternoon, Bordello e Comeuppance.
Il disco è stato ripubblicato nel 2009 da Unorthodox Records.

## Tracce
1. Wide Open Road – 3:43
2. It's No Reason – 5:42
3. Reptile – 5:35
4. Tantalized – 3:30
5. Electric Lash – 3:22
6. After Everything – 5:33
7. Song in the Afternoon – 3:30
8. Two Places at Once – 8:07
9. Appalatia – 3:50
10. Bordello – 4:02
11. Pure Chance – 5:56
12. Grind – 7:17
13. NSEW (North, South, East, And West) – 3:29
14. Comeuppance – 3:12

## Formazione
- Steve Kilbey – voce, basso, tastiera, chitarra
- Peter Koppes – chitarra, tastiera, basso, voce
- Tim Powles – batteria, percussioni, cori
- Marty Willson-Piper – chitarra, basso, voce

Altri musicisti
- Jorden Brebach – basso (tracce 7 e 10)
- Amanda Brown – violino (2, 6, 8), melodica (9)
- Sophie Glasso – violoncello (2, 4, 6, 8)
- Tiare Helberg – piano (12), percussioni (10)
- Inga Liljeström – voce (4, 11)